# Enghien
Enghien (tiếng Hà Lan: Edingen)là một đô thị ở tỉnh Hainaut. Tại thời điểm ngày 1 tháng 1 năm, 2006 Enghien có dân số 11.980 người. Tổng diện tích là 40,59 km² với mật độ dân số là 295 người trên mỗi km².
Đô thị này gồm thành phố Enghien, và các thị trấn Marcq (tiếng Hà Lan: Mark) và Petit-Enghien (tiếng Hà Lan: Lettelingen).
Enghien cấp tên gọi cho thị trấn Enghien-les-Bains, một ngoại ô của Paris do một loạt các kế tục gia đình phức tạp..

## Liên kết ngoài

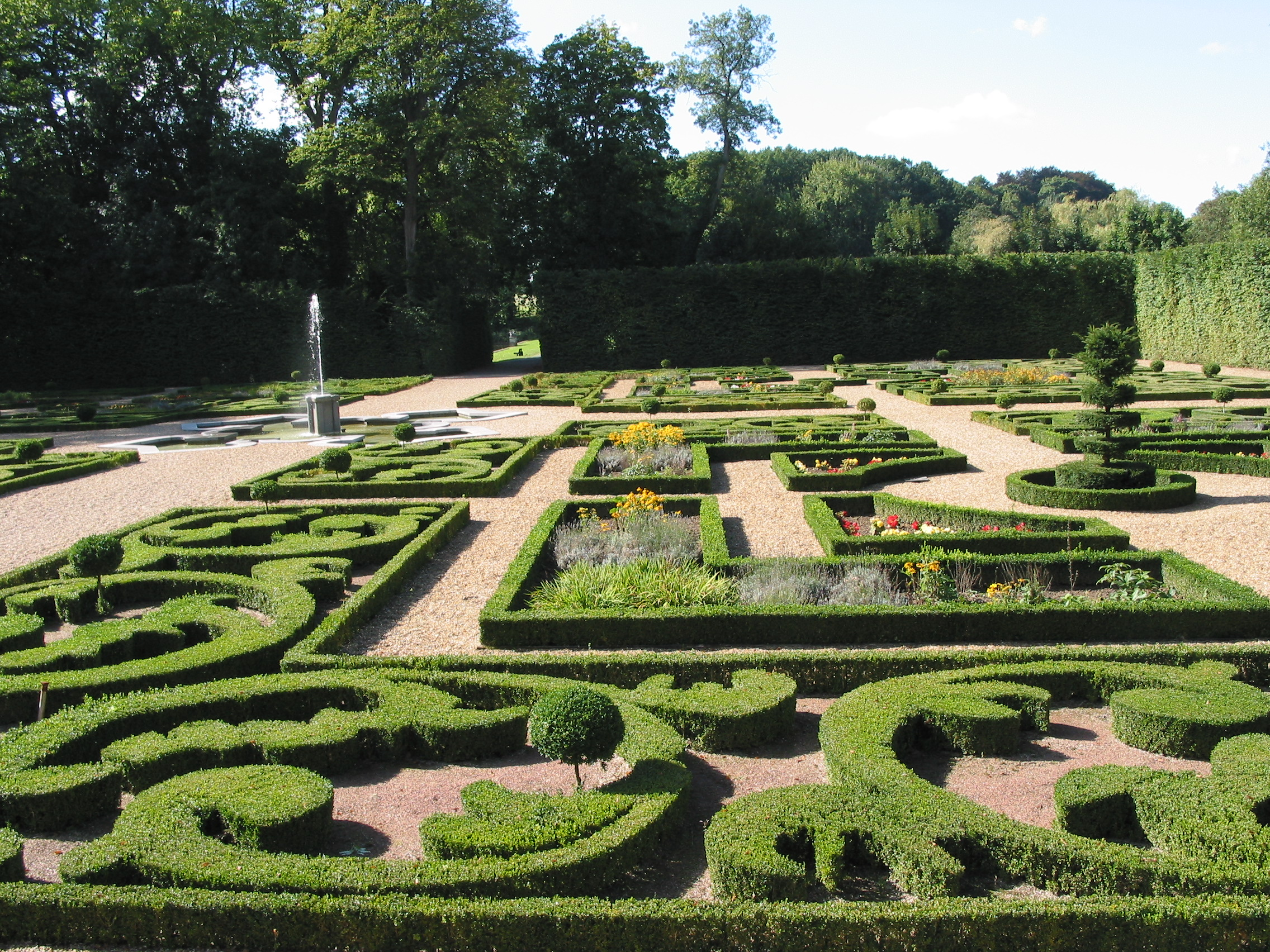
Enghien, công viên trong lâu đài.